# Leadville
Leadville es una ciudad ubicada en el condado de Lake en el estado estadounidense de Colorado. En el Censo de 2010 tenía una población de 2602 habitantes y una densidad poblacional de 910.82 personas por km². Se encuentra 19 km al noreste del Monte Elbert que es el pico más alto de las Montañas Rocosas.

## Geografía
Según la Oficina del Censo de los Estados Unidos, Leadville tiene una superficie total de 2.86 km², de la cual 2.86 km² corresponden a tierra firme y (0%) 0 km² es agua.

## Clima
Leadville está situada a 3096 m de altitud, de acuerdo con criterio de Köppen modificado, dispone de un clima subártico de tipo Dfc. 
| Parámetros climáticos promedio de Leadville en el periodo 1971-2000 | Parámetros climáticos promedio de Leadville en el periodo 1971-2000 | Parámetros climáticos promedio de Leadville en el periodo 1971-2000 | Parámetros climáticos promedio de Leadville en el periodo 1971-2000 | Parámetros climáticos promedio de Leadville en el periodo 1971-2000 | Parámetros climáticos promedio de Leadville en el periodo 1971-2000 | Parámetros climáticos promedio de Leadville en el periodo 1971-2000 | Parámetros climáticos promedio de Leadville en el periodo 1971-2000 | Parámetros climáticos promedio de Leadville en el periodo 1971-2000 | Parámetros climáticos promedio de Leadville en el periodo 1971-2000 | Parámetros climáticos promedio de Leadville en el periodo 1971-2000 | Parámetros climáticos promedio de Leadville en el periodo 1971-2000 | Parámetros climáticos promedio de Leadville en el periodo 1971-2000 | Parámetros climáticos promedio de Leadville en el periodo 1971-2000 |
| Mes                                                                 | Ene.                                                                | Feb.                                                                | Mar.                                                                | Abr.                                                                | May.                                                                | Jun.                                                                | Jul.                                                                | Ago.                                                                | Sep.                                                                | Oct.                                                                | Nov.                                                                | Dic.                                                                | Anual                                                               |
| ------------------------------------------------------------------- | ------------------------------------------------------------------- | ------------------------------------------------------------------- | ------------------------------------------------------------------- | ------------------------------------------------------------------- | ------------------------------------------------------------------- | ------------------------------------------------------------------- | ------------------------------------------------------------------- | ------------------------------------------------------------------- | ------------------------------------------------------------------- | ------------------------------------------------------------------- | ------------------------------------------------------------------- | ------------------------------------------------------------------- | ------------------------------------------------------------------- |
| Temp. máx. abs. (°C)                                                | 3.2                                                                 | 4.4                                                                 | 6.7                                                                 | 9.8                                                                 | 16.6                                                                | 23.5                                                                | 26.5                                                                | 25.6                                                                | 21.1                                                                | 15.5                                                                | 6.5                                                                 | 1.5                                                                 | 26.5                                                                |
| Temp. máx. media (°C)                                               | -0.7                                                                | 0.8                                                                 | 3.5                                                                 | 6.9                                                                 | 12.9                                                                | 19.4                                                                | 21.7                                                                | 20.7                                                                | 16.8                                                                | 10.7                                                                | 3.1                                                                 | -0.4                                                                | 9.6                                                                 |
| Temp. media (°C)                                                    | -8.4                                                                | -7.2                                                                | -4.1                                                                | -0.2                                                                | 5.3                                                                 | 10.2                                                                | 12.7                                                                | 11.9                                                                | 8.3                                                                 | 2.9                                                                 | -4.1                                                                | -8.0                                                                | 1.6                                                                 |
| Temp. mín. media (°C)                                               | -16.2                                                               | -15.2                                                               | -11.7                                                               | -7.4                                                                | -2.4                                                                | 0.9                                                                 | 3.6                                                                 | 3.2                                                                 | -0.3                                                                | -4.9                                                                | -11.3                                                               | -15.7                                                               | -6.4                                                                |
| Temp. mín. abs. (°C)                                                | -24.3                                                               | -23.3                                                               | -19.8                                                               | -12.5                                                               | -8.4                                                                | -4.5                                                                | -18.4                                                               | 0.7                                                                 | -2.4                                                                | -9.8                                                                | -18.7                                                               | -24.7                                                               | -24.7                                                               |
| Precipitación total (mm)                                            | 16.3                                                                | 20.1                                                                | 23.9                                                                | 27.4                                                                | 16.0                                                                | 20.3                                                                | 45.2                                                                | 44.7                                                                | 22.9                                                                | 18.8                                                                | 20.3                                                                | 18.5                                                                | 294.4                                                               |
| Fuente: NCDC 1971-2000 Normals - Leadville                          |                                                                     |                                                                     |                                                                     |                                                                     |                                                                     |                                                                     |                                                                     |                                                                     |                                                                     |                                                                     |                                                                     |                                                                     |                                                                     |

## Demografía
Según el censo de 2010, había 2602 personas residiendo en Leadville. La densidad de población era de 910.82 hab/km². De los 2602 habitantes, Leadville estaba compuesto por el 87.89% blancos, el 0.19% eran afroamericanos, el 1.84% eran amerindios, el 0.69% eran asiáticos, el 0.08% eran isleños del Pacífico, el 6.69% eran de otras razas y el 2.61% pertenecían a dos o más razas. Del total de la población el 28.63% eran hispanos o latinos de cualquier raza.